# Gruzinští

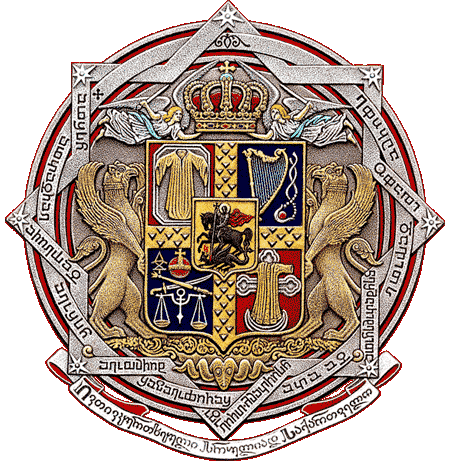
Současný rodový znak.

Gruzinští (rusky Грузинские, gruzínsky გრუზინსკი) byl titul a později příjmení dvou různých knížecích linií gruzínské královské dynastie Bagrationů, z nichž obě jej přijaly jako občané Ruské říše. Mladší linie rodu dosud existuje.

## Starší linie
Starší linie knížat Gruzinských byla odnoží rodu Muchraniů, který byl v roce 1726 sesazen z trůnu v Kartlijském království. Linie pocházela od gruzínského knížete Bakara (1699/1700-1750), který se v roce 1724 přestěhoval do Ruska, a zanikla po smrti Petra Gruzinského (1837–1892). Rodina měla majetky v guberniích v Moskvě a Nižním Novgorodu a v roce 1833 byl potvrzena její knížecí titul v rámci Ruska. 

## Mladší linie
Mladší linie knížat Gruzinských (Bagrationi-Gruzinski) je odnoží rodu Kacheti (po roce 1462) a Kartli (po roce 1744). Titul kníže/kněžna) Gruzinsky (po roce 1865 Jeho/Její jasnost) byl udělen vnukům předposledního gruzínského krále Erekla II. (1720/1-1798) po ruské anexi Gruzie v roce 1801.   Potomci knížete Bagrata (1776–1841), vnuka Erekla II. a syna posledního krále Gruzie, Jiřího XII. (1746–1800), stále žijí v Gruzii.
Současná hlava této rodiny, Nugzar Bagration-Gruzinsky (* 1950), si na základě prvorozeného původu v mužské linii posledního krále Kartlijsko-kachetinského nárokuje legitimitu postavení hlavy královského rodu a linie Bagrationů z Muchrani. Jelikož Nugzar nemá žádné mužské potomky, byl Jevgenij Petrovič Gruzinskij (* 1947 – 17. července 2018), pra-pravnuk Bagratova mladšího bratra Ilije (1791–1854), který žil v Rusku, považován za Nugzarova předpokládaného dědice na základě principu prvorozenství. Jevgenij zemřel bez potomků. Sám Nugzar usiluje o to, aby byla jeho nejstarší dcera Ana označena jako jeho dědička v souladu s gruzínským dynastickým zákonem, podle kterého by každé dítě kněžny Any zdědilo způsobilost k dynastické posloupnosti prostřednictvím své matky, a tak by pokračovala starší linie Jiřího XII. 